# Mai Kageyama
Mai Kageyama (ur. 1989 w Urayasu, japońskie imię i nazwisko: 影山 茉以) – tancerka sceny baletowej; od 2017 pierwsza solistka Polskiego Baletu Narodowego.

## Życiorys
Uczyła się w Acri-Harimoto Ballet Academy w Saitama (2000-2005) oraz w Koninklijke Balletschool w Antwerpii (2005-2007).
Tańczyła w Balecie Teatru Vanemuine w Tartu (2007-2011 jako solistka), Balecie Chorwackiego Teatru Narodowego w Zagrzebiu (od 2011 jako solistka, od 2013 jako pierwsza solistka). W 2014 rozpoczęła występy w Teatrze Wielkim – Operze Narodowej w Warszawie, w 2016 obejmując angaż solistki, a w 2017 pierwszej solistki.

## Nagrody
- 2005: I Nagroda, Japoński Konkurs Baletowy, Tokio
- 2006: I Nagroda, Japoński Konkurs Baletowy, Tokio
- 2007: Półfinalistka, 35. Międzynarodowy Konkurs dla Młodych Tancerzy „Prix de Lausanne”, Lozanna
- 2011: Półfinalistka, I Bostoński Międzynarodowy Konkurs Baletowy, Boston
- 2012: Brązowy Medal (kategoria 22-28 lat), Międzynarodowy Konkurs Baletowy im. Mii Čorak Slavenskiej, Zagrzeb
- 2014: Srebrny Medal (kategoria 22-28 lat), Międzynarodowy Konkurs Baletowy im. Mii Čorak Slavenskiej, Zagrzeb
- 2016: Teatralna Nagroda Muzyczna im. Jana Kiepury dla najlepszej tancerki w Polsce
- 2023: Laureatka XVII Teatralnych Nagród Muzycznych im. Jana Kiepury w kategorii Najlepsza tancerka (klasyka)[3]

## Najważniejsze role
Opracowano na podstawie materiału źródłowego

### Teatr Wielki – Opera Narodowa/Polski Balet Narodowy
- Duet 3 w Adagio&Scherzo (Krzysztof Pastor)
- Solistka Walca Kwiatów w Dziadku do orzechów (Toer van Schayk & Wayne Eagling)
- Śnieżynka-Solistka w Dziadku do orzechów (Toer van Schayk & Wayne Eagling)
- Cztery młode kobiety w Święcie wiosny (Maurice Béjart)
- Solistka w Concerto Barocco (George Balanchine)
- Cztery Driady w Don Kichocie (trad. / Alexei Fadeyechev)
- Mlle Casacci w Casanovie w Warszawie (Krzysztof Pastor)
- Amorek w Don Kichocie (trad. / Alexei Fadeyechev)
- Piccilia, przyjaciółka Kitri w Don Kichocie (trad. / Alexei Fadeyechev)
- Katarzyna w Poskromieniu złośnicy (John Cranko)
- Pas de six w Poskromieniu złośnicy (John Cranko)
- Klara w Dziadku do orzechów (Toer van Schayk & Wayne Eagling)
- Helena w Śnie nocy letniej (John Neumeier)
- Tercet 2. w Burzy (Krzysztof Pastor)
- Pas d’action w Bajaderze (Marius Petipa / Natalia Makarowa)
- Cień-solistka 2 Bajaderze (Marius Petipa / Natalia Makarowa)
- Solistka w Chromie (Wayne McGregor)
- Kobieta w Bolerze (Krzysztof Pastor)
- Kitri-Dulcinea w Don Kichocie (trad. / Alexei Fadeyechev)
- Matylda Krzesińska w Jeziorze łabędzim (z nowym librettem, Krzysztof Pastor z pas de deux wg Mariusa Petipy)
- Świtezianka w Świteziance (Robert Bondara)
- Bęben w Na pięciolinii (kreacja, Jacek Tyski)
- Olimpia w Damie kameliowej (John Neumeier)
- Solistka 2. w Koncercie e-moll Chopina (Liam Scarlett)
- Wróżka Żywotności w Śpiącej królewnie (Marius Petipa / Jurij Grigorowicz)
- Księżniczka Aurora w Śpiącej królewnie (Marius Petipa / Jurij Grigorowicz)
- Gulnara i Medora - Korsarz (Marius Petipa / Manuel Legris)
- Księżniczka Stefania i Mitzi Kaspar - Mayerling (Kenneth MacMillan)
- Lucy - Dracula (Krzysztof Pastor)

### Balet Chorwackiego Teatru Narodowego
- Solistka w The Silence of My Murmur (Leo Muji)
- Pas de trois w Jeziorze łabędzim (trad. / Derek Deane)
- Taniec neapolitański w Jeziorze łabędzim (trad. / Derek Deane)
- Cztery łabędzie w Jeziorze łabędzim (trad. / Derek Deane)
- Wróżka Jesieni w Kopciuszku (Derek Deane)
- Solistka w Air (Martino Müller)
- Klara w Dziadku do orzechów (trad. / Derek Deane)
- Wróżka Cukrowa w Dziadku do orzechów (trad. / Derek Deane)
- Amorek w Don Kichocie (trad. / Patrick Armand)
- Przyjaciółka Kitri w Don Kichocie (trad. / Patrick Armand)
- Mini w Coppélii na Montmartre (Youri Vámos)
- Solistka w Paquicie (trad. / Derek Deane)
- Solistka w Concerto Barocco (George Balanchine)
- Duet w II Symfonii Schumanna (Uwe Scholz)
- Duet w Variations in F.ado Minor (Hugo Viera)
- Solistka w Pieśniach bez słów Ronald Savković)
- Quintet w Herman Shmerman (William Forsythe)
- Pas de deux wiejskie w Giselle (trad. / Iraida Lukaš)
- Giselle w Giselle (trad. / Iraida Lukaš)
- Biały Królik w Alicji (Ashley Page)

### Balet Teatru Vanemuine
- Olga w Onieginie (Vassili Medvedev)
- Klara w Dziadku do orzechów (trad. / Pär Isberg)
- Pas de deux wiejskie w Giselle (trad. / Stanislav Fečo)
- Giselle w Giselle (trad. / Stanislav Fečo)
- Księżniczka Florina w Śpiącej królewnie (trad. / Pär Isberg)
- Księżniczka Aurora w Śpiącej królewnie (trad. / Pär Isberg)